# حسین مظفر
حسین مظفر (زاده ۱۳۳۱ در ملایر) سیاستمدار ایرانی، از اعضای مجمع تشخیص مصلحت نظام و عضو هیئت علمی (بازنشسته) دانشگاه تربیت دبیر شهید رجایی است.
او در دوره هفتم و نهم نمایندهٔ تهران در مجلس شورای اسلامی بود. وی وزیر آموزش و پرورش در دولت اول محمد خاتمی بود. او در هفتمین دوره مجلس شورای اسلامی به عنوان نمایندهٔ تهران به مجلس راه یافت. در آبان ۱۳۸۹ توسط محمود احمدی‌نژاد با حکمی به عنوان نماینده رئیس‌جمهور در نظارت بر سازمان صدا و سیما و جانشین مهدی کلهر شد. وی همچنین توسط علی لاریجانی معاونت نظارت مجلس نهم شد. او در انتخابات ریاست‌جمهوری ۱۳۹۲ رئیس ستاد انتخاباتی محمدباقر قالیباف بود. میثم مظفر پسر وی رئیس سازمان تاکسیرانی تهران بوده‌است.
مظفر هم‌اکنون عضو هیئت علمی (بازنشسته) گروه معارف دانشگاه تربیت دبیر شهید رجایی می‌باشد.
او موفق به اخذ آرای کافی مردم تهران در انتخابات مجلس دهم نشد.

## خانواده
وی عضوی از یک خانوادهٔ مذهبی در پاکدشت بوده‌است که پدر وی به شغل نانوایی اشتغال داشت. در دوران انقلاب، به دلیل تحت تعقیب قرار گرفتن توسط ساواک، تحصیل در دانشگاه شهید باهنر کرمان را رها کرده و متواری می‌شود. بعد از شروع جنگ ایران و عراق، وی و سایر اعضای خانواده‌اش، حضور فعالی در جبهه جنگ داشته‌اند. در خلال عملیات مرصاد، ۳ برادر وی (حسن، علی و رضا) جان خود را از دست دادند و خود نیز، یکبار در حصر آبادان، زخمی شد و به پشت جبهه بازگردانده شده بود. او دارای ۴ فرزند دختر و یک پسر می‌باشد.
فرزند وی میثم مظفر، داماد مهدی کوچک‌زاده است که از مهر ۱۳۹۱ از سوی شهردار وقت تهران (محمدباقر قالیباف) رئیس سازمان تاکسیرانی تهران شد. وی قبل از این سمت نیز رئیس دفتر سازمان فرهنگی هنری شهرداری تهران بود. برادر او محمود مظفر می‌باشد که مدتی به عنوان رئیس سازمان جوانان و سازمان امداد و نجات جمعیت هلال احمر فعالیت داشت و هم‌اکنون در ستاد اقامه نماز کشور قائم مقام محسن قرائتی می‌باشد.

## مسئولیت‌ها
هم‌اکنون عضو مجمع تشخیص مصلحت نظام و شورای نظارت بر صدا و سیما و شورای عالی انقلاب فرهنگی و معاون نظارت مجلس شورای اسلامی است.

## انتخابات ریاست جمهوری ۱۳۹۲
پس از تشکیل ائتلاف موسوم به ۱+۲ شامل علی‌اکبر ولایتی، غلامعلی حداد عادل و محمدباقر قالیباف، به منظور شرکت در انتخابات ریاست جمهوری، حسین مظفر به عنوان سخنگوی این ائتلاف انتخاب شد. به دنبال این رویدادها و سپس مشخص نشدن کاندیدای نهایی ائتلاف ۱+۲ او از سمت خود به عنوان سخنگوی ائتلاف ۱+۲ استعفا داد.
سپس و به دنبال کناره‌گیری غلامعلی حداد عادل، حسین مظفر به عنوان رئیس ستاد انتخاباتی محمدباقر قالیباف انتخاب شد.